# Winslow Homer
 Der er for få eller ingen kildehenvisninger i denne artikel, hvilket er et problem. Du kan hjælpe ved at angive troværdige kilder til de påstande, som fremføres i artiklen.

Winslow Homer (født 24. februar 1836 i Boston, død 30. september 1910 i Portland) var en nordamerikansk genremaler.
Homer blev uddannet som litograf i sin fødeby, senere på New Yorks Nationalakademi. Han vandt først et navn ved illustrationer, særlig efter Borgerkrigens udbrud, ved sine krigsscener for Harpers Weekly.
Hans malerier i olie eller vandfarve, sættes højt for deres rammende virkelighedspræg, kraftige karakteristik og kække, men flygtigt behandlede kolorit: Krigsfanger for Fronten, Home, Sweet Home og Zuaver, der kaster til skive
Senere fulgte Som I vil, Middagstid, Søndag Morgen, Onkel Ned hjemme, Den gamle dames besøg, akvarellerne Gartnerens datter, Efter badet etcetera.

## SamlingakvarellerpåMetropolitan Museum of Art, New York (udvælgelse)
- A Basket of Clams, 1873 (29,2 x 24,8 cm)
- Boys in a Dory, 1873 (24,8 x 35,2 cm)
- Two Ladies, 1880 (17,6 x 20,2 cm)
- Inside the Bar, 1883 (40,6 x 73,7 cm)
- Hurricane, Bahamas, 1898 (36,7 x 53,5 cm)
- A Wall, Nassau, 1898 (37,8 x 54,3 cm)
- Fishing Boats, Key West, 1903 (35,4 × 55,2 cm)
- Channel Bass, 1904 (28,6 x 49,2 cm)